# Гандино
Гандино (итал. Gandino) — коммуна в Италии, находится в регионе Ломбардия, подчиняется административному центру Бергамо.
Население составляет 5651 человек (2004), плотность населения составляет 194 чел./км². Занимает площадь 29,14 км². Почтовый индекс — 24024. Телефонный код — 035.
Покровителями коммуны почитаются святые Флавиан, Понтиан, Квирин Нойский и Валентин Интерамнский, празднование в первое воскресенье июля.